# Phyllanthus franchetianus
Phyllanthus franchetianus là một loài thực vật có hoa trong họ Diệp hạ châu. Loài này được H.L v. miêu tả khoa học đầu tiên năm 1915.